# A romaria de Santo Isidro
A romaria de Santo Isidro é uma das Pinturas Negras que fizeram parte da decoração dos muros da casa —chamada a Quinta del Sordo— que Francisco de Goya adquiriu em 1819. Esta obra ocupava provavelmente a parede direita do piso térreo segundo se entrava.
El quadro, junto com o restante das "Pinturas Negras" foi trasladado de reboco para tela em 1873 por Salvador Martínez Cubells por encomenda de Frédéric Émile d'Erlanger (1832 - 1911), um banqueiro belga, que tinha intenção de vendê-los na Exposição Universal de Paris de 1878. Contudo, as obras não atraíram compradores e ele próprio as doou, em 1876, ao Museu do Prado, onde atualmente são expostas.

## Análise
Esta obra amostra uma visão da romaria à Ermida de Santo Isidro de Madrid, oposta à que plasmou mais de vinte anos antes o mesmo Goya em A pradaria de Santo Isidro. Se então visava refletir os costumes de um dia feriado dos habitantes de Madrid e proporcionar uma vista bastante fiel da cidade, agora a cena reflete um grupo de personagens na noite, aparentemente ébrios e cantando com rosto desencaixado.
Nesta obra aparecem personagens de diversos âmbitos sociais. Em primeiro término aparece um grupo de extração social humilde; mais ao fundo, porém, veem-se cartola e tocados de monja.
O tema da procissão era usado para destacar aspectos teatrais ou satíricos; neste senso, o quadro tem paralelismos com O enterro da sardinha, pintado entre 1812 e 1819, pouco antes de executar nos muros da sua quinta as suas pinturas mais negras.
É recorrente em Goya apresentar uma multidão que se vai perdendo gradativamente na distância. Já estava presente na mencionada Pradeira de Santo Isidro e depois levou-o a cabo habitualmente na série de estampas de Los Desastres de la Guerra. Em último término deste quadro, a silhueta das elevações rochosas e a da multidão que desfila acabam coincidindo, assim o espaço aberto destaca-se todo o restante da massa sólida e compacta, desumanizando os indivíduos num grupo informe. Com uma exceção: à direita um personagem, do qual apenas se vê o busto, parece gemer ou talvez cantar. Confirma, pois, o enigmático de toda a série destas pinturas, prelúdio da ausência de mímese da arte contemporânea.
Como em todas as Pinturas Negras, a gama cromática reduz-se a ocres, terras, cinzas e negros. O quadro é um expoente das características que o século XX considerou como precursoras do expressionismo pictórico.